# Stomac

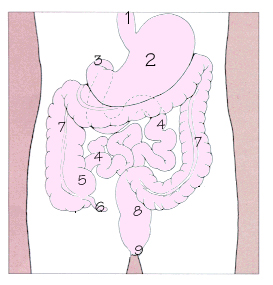
Imaginea tractusului digestiv la om:
1=Esofag, 2=Stomac, 3=Pilor, 4=Intestin subțire, 5=Cecum, 6=Apendice, 7=Intestin gros, 8=Rectum, 9=Anus

Stomacul ( în limba greacă Gaster, lat. Ventriculus) este organul digestiv al tuturor animalelor pe scara de evoluție biologică (de la sepie până la om), fiind un organ musculo-cavitar, care, la om, are un singur compartiment (cu mai multe compartimente la rumegătoare și păsări), în interior fiind căptușit cu mucoasa gastrică.
Hrana, care, în prealabil, este deja triturată la nivelul gurii cu ajutorul dinților, în interiorul compartimentului gastric va fi amestecată cu sucul gastric (compus din acid clorhidric) și enzime (pepsina), care descompun moleculele mari, în special proteinele.
Peristaltismul și secreția sucului gastric sunt stimulate, crescând de la 10 ml/oră, în stare de repaus (interprandial), până la 1000 ml/oră, aceasta fiind realizată prin excitarea nervilor ce deservesc atât stomacul, cât și cavitatea bucală, sau esofagul (prin masticație, miros, gust).
Pentru a realiza digestia, hrana este oprită la nivelul pilorului (orificiul de continuare a stomacului cu intestinul subțire).

## Rolul stomacului
- Efectuează predigestia bolului alimentar, în special al proteinelor, care, la om și unele animale, este continuată la nivel intestinal.
- Prin pH-ul acid al sucului gastric, se realizează distrugerea bacteriilor, cu excepția unora ca Helicobacter pylori, care se dezvoltă în mucoasa gastrică fiind în mod frecvent răspunzătoare de ulcerul gastric.
- Stomacul are un rol și în depozitarea hranei, și numai după golirea intestinului, admite unei noi cantități de hrană predigerată.

## Anatomia stomacului

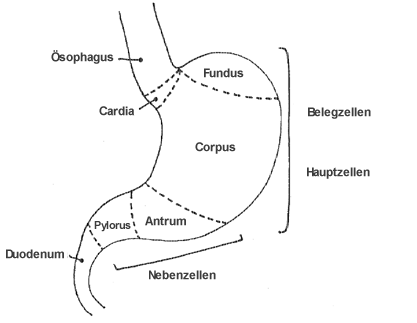
Părțile anatomice a stomacului

- La o examinare exterioară a stomacului, observăm mica și marea curbură a stomacului (Curvatura minor și Curvatura major) și faptul că este acoperit de o membrană (Omentum minus und majus).
- Cardia este intrarea în stomac din esofag (Oesophagus).
- Zona fundică fundus este partea stomacului situată mai sus de cardie, care de obicei este plină cu gaze.
- Corpus corpul stomacului este partea cea mai mare a stomacului.
- Corpus se termină cu orificiul piloric Pylorus, care face legătura cu o zonă mai dilatată, Antrum pyloricum, continuat cu o porțiune îngustată, Canalis pyloricus, care se termină cu un sfincter muscular (Musculus sphincter pylori) cu orificiul piloric, Ostium pyloricum.
- Vase de sânge ce irigă stomacul sunt Truncus coeliacus
- Ganglioni limfatici: ganglionii limfatici ai stomacului